# Titanic (1996)
Titanic is een Amerikaanse televisiefilm uit 1996 onder regie van Robert Lieberman. De film werd in Nederland uitgebracht als een miniserie. De muziek van de serie is gecomponeerd door Lennie Niehaus. De hoofdrollen worden vertolkt door Peter Gallagher, George C. Scott en Catherine Zeta-Jones.

## Plot
De film heeft drie verschillende verhaallijnen.
De eerste gaat over Mrs. Isabella Paradine, die als passagier op de RMS Titanic stapt om haar echtgenoot te ontmoeten in Amerika. Onderweg komt ze haar ex-vriend Wynn Park tegen en een hartstochtelijke affaire bloeit opnieuw op. Dit gaat zelfs zover, dat ze besluit haar man een telegram te sturen waarin ze aankondigt een nieuwe liefde te hebben gevonden. Wanneer het schip een ijsberg raakt en bekend wordt gemaakt dat de Titanic zal zinken, wordt Isabella gescheiden van haar minnaar.
Een andere verhaallijn binnen de eerste klasse is die van de familie Allison. Een subplot die gebaseerd is op een waargebeurd verhaal, gaat over Alice Cleaver, die als oppas van de twee kinderen van de Allisons mee aan boord van de Titanic gaat. Al snel wordt er opgemerkt dat Alice niet helemaal nuchter is en realiseert een medepassagier zich dat Alice Cleaver in het nieuws is gekomen voor het uit een trein gooien van een baby. Wanneer bekend wordt gemaakt dat de Titanic zal zinken, raakt Alice in paniek, neemt de baby Trevor mee en stapt in een reddingsboot. De andere leden van de familie Allison zijn hier niet van op de hoogte en blijven allemaal aan boord van de Titanic om Trevor te vinden, terwijl er steeds meer reddingsboten al vertrekken...
Een verhaallijn in de derde klasse richt zich op Jamie Perse, die een ticket steelt om mee te kunnen reizen met de Titanic. Hij raakt bevriend met dief Simon Doonan, en wordt verliefd op een meisje aan boord. Samen gaan ze op rooftocht. Simon heeft ook een oogje op de jonge vrouw en verkracht haar uiteindelijk, waarna zij haar vertrouwen in de medemens voorgoed verliest.

## Rolverdeling
| Acteur               | Personage                          |
| -------------------- | ---------------------------------- |
| Peter Gallagher      | Wynn Park                          |
| George C. Scott      | Kapitein Edward J. Smith           |
| Catherine Zeta-Jones | Isabella Paradine                  |
| Eva Marie Saint      | Hazel Foley                        |
| Tim Curry            | Simon Doonan                       |
| Roger Rees           | J. Bruce Ismay                     |
| Harley Jane Kozak    | Bess Allison                       |
| Marilu Henner        | Molly Brown                        |
| Mike Doyle           | Jamie Perse                        |
| Sonsee Neu           | Aase Ludvigsen                     |
| Felicity Waterman    | Alice Cleaver                      |
| Malcolm Stewart      | Eerste officier William Murdoch    |
| Kevin McNulty        | Tweede officier Charles Lightoller |
| Kavan Smith          | Vijfde officier Harold Lowe        |

## Achtergrond
Titanic werd versneld gemaakt om de aankomende gelijknamige film van James Cameron voor te zijn en zo mee te liften op de hype die reeds rond de naderende film was ontstaan.
De film kreeg vooral negatieve reacties van critici. De New York Daily News noemde het acteerwerk in de film ondermaats. De Seattle Post-Intelligencer kwam eveneens met deze kritiek. Op Rotten Tomatoes scoort de film 69% aan goede beoordelingen. De film werd vooral bekritiseerd om de vele historische onjuistheden die volgens kenners makkelijk voorkomen hadden kunnen worden gezien de hoeveelheid informatie die ten tijde van de productie bekend was over de echte Titanic.

## Prijzen
In 1997 won Titanic een Emmy Award voor “Outstanding Sound Mixing for a Drama Miniseries or a Special”. De film werd tevens genomineerd voor een Emmy in de categorie “Outstanding Costume Design for a Miniseries or a Special”